# Universalis Foederatio Praesepistica
La Universalis Foederatio Praesepistica, nota anche con l'acronimo UN.FOE.PRAE., è una federazione internazionale cattolica delle associazioni presepistiche, fondata nel 1952 a Barcellona dalle associazioni nazionali di Austria, Germania e Spagna e dalla costituenda associazione italiana, fondata l'anno successivo con il nome di Associazione italiana amici del presepio.
L'associazione ha sede a Roma, in via Tor de' Conti n. 31/A, presso l'Associazione Italiana Amici del Presepio.
Scopi dell'associazione sono quello di mantenere viva la tradizione del presepe nella sua diversità culturale e secondo l'ispirazione cristiana, promuovendone la pratica, e quello di far conoscere attraverso il presepe la figura di Gesù.
L'organizzazione di attività quali corsi di costruzione di presepi, mostre, mercatini, concorsi, raccolte documentali, è lasciata in piena autonomia alle singole associazioni nazionali, regionali e locali.
Sono membri dell'UN.FOE.PRAE le seguenti associazioni:
- Associació de pessebristes de Barcelona (Barcellona, Spagna)[1];
- Association belge des amis de la crèche (Belgio)[2];
- Association française des amis de la crèche (Francia)[3];
- Association suisse des amis de la crèche (Svizzera)[4];
- Associazione italiana amici del presepio (Italia)[5];
- Ceske Sdruzeni Pratel Betlemu (Repubblica Ceca)[6];
- Federació catalana de pessebristes (Catalogna, Spagna)[7];
- Federación española de belenistas (Spagna)[8];
- Friend of the creche (U.S.A)[9];
- Ghaqda Hbieb Tal-Prespju Ghawdex-Malta (Malta)
- Gipuzkoako Belenzaleen Elkartea (Gipuzkoa, Spagna)[10];
- Hermandad del santo pesebre (Argentina)[11];
- Landesgemeinschaft der Krippenfreunde in Rheinland und Westfahlen (Renania e Vestfalia, Germania)[12];
- Verband bayerischer Krippenfreunde e.V. (Baviera, Germania)[13].
- Verband der Krippenfreunde Österreich (Austria)[14];
- Verband des Krippenfreunde Liechtensteins (Liechtenstein)[15];
- Verband des Krippenfreunde Südtirols (Alto Adige, Italia);
- Vereniging "Vrienden van de Kerstgroep" Nederland (Paesi Bassi)[16].